# Euphonia rufiventris
La eufonia ventrirrufa  (en Ecuador)  (Euphonia rufiventris), también denominada fruterito vientre rufo (en Venezuela) o de vientre rufo, eufonia buchirrufa (en Colombia) o eufonia de vientre rufo (en Perú) es una especie de ave paseriforme perteneciente al numeroso género Euphonia de la familia Fringillidae, anteriormente clasificada como Thraupidae. Es nativa de la cuenca amazónica en América del Sur.

## Distribución y hábitat
Se distribuye desde el sur de Venezuela, este y sur de Colombia, este de Ecuador, norte y este de Perú, gran parte de la Amazonia brasileña excepto el cuadrante nororiental, hacia el sur hasta el norte y noroeste de Bolivia y centro del estado de Mato Grosso.
Esta especie es considerada bastante común en el dosel y en los bordes de selvas húmedas hasta los 1000 m de altitud, tanto en terra firme como en zonas inundables.

## Descripción
Mide 11,5 cm de longitud, y pesa entre 13 y 18 g. El macho tiene el dorso cabeza, garganta y parte superior del pecho de color uniformemente negro azulado brillante y la parte inferior del pecho, el vientre color naranja. Algunas veces aparece un parche dorado en las axilas, pero normalmente está escondido. La hembra tiene plumaje verde oliva en las partes superiores, con la frente amarillenta y con un parche grisáceo en la nuca; mejillas, nuca, lados del cuello y pecho color verde viche amarillento; el pecho y el medio vientre son grisáceos y crísum rufo.

## Comportamiento
Es una eufonia arborícola, que generalmente anda en pareja y frecuentemente se junta a bandadas mixtas para forrajear. También busca alimento en las epífitas con otras eufonias. Mueve su cola hacia los lados de forma regular.

### Alimentación
Su dieta consiste de una variedad de pequeñas frutas y bayas, incluyendo bayas de muérdago (Loranthaceae).

### Vocalización
El llamado que emite con más frecuencia es un áspero y grave «drrt-drrt-drrt-drrt».

## Sistemática

### Descripción original
La especie E. rufiventris fue descrita por primera vez por el ornitólogo francés Louis Jean Pierre Vieillot en 1819 bajo el nombre científico Tanagra rufiventris; localidad tipo «desconocida = Iquitos, Perú».

### Etimología
El nombre genérico femenino «Euphonia» deriva del griego «euphōnia»: con belleza de voz, con excelencia de tono; y el nombre de la especie «rufiventris», proviene del latín «rufus»: rufo, rojizo, y «ventris, venter»: vientre, significando «de vientre rojizo».

### Taxonomía
Algunas clasificaciones, como Clements checklist, la consideran monotípica.

### Subespecies
Según la clasificación del Congreso Ornitológico Internacional se reconocen dos subespecies, con su correspondiente distribución geográfica:
- Euphonia rufiventris carnegiei Dickerman, 1988 – sur de Venezuela hacia el sur hasta las cabeceras de los ríos Orinoco, Ventuari, Cauca, Paragua y Cuyuní.
- Euphonia rufiventris rufiventris (Vieillot, 1819) – este de Colombia hacia el sur por el este de Ecuador, este de Perú y norte de Bolivia (río Surutú, en Santa Cruz), y la Amazonia brasileña (al este hasta el río Negro, vecindades del río Xingu y centro este de Pará, al sur hasta el centro de Mato Grosso).